# Esih (prezime)
Prezime Esih u Hrvatskoj nose Hrvati, iz Grada Zagreba. U prošlom stoljeću relativno najviše hrvatskih stanovnika s ovim prezimenom rođeno je u Gradu Zagrebu, a samo prezime vjerojatno je njemačkog podrijetla. U Hrvatskoj danas živi pedesetak osoba s prezimenom Esih, najviše u Zagrebu.

## Poznate osobe s prezimenom Esih
- Ivan Esih, hrvatski publicist, prevoditelj, poliglot i leksikograf
- Bruna Esih, hrvatska političarka
- Morana Esih, hrvatska igračica badmintona